# نهر بلاكوود
نهر بلاكوود هو نهر رئيسي ومستجمعات مياه في جنوب غرب أستراليا الغربية.